# Barrière Saint-Denis
La barrière Saint-Denis (aussi nommée barrière de La Chapelle ou barrière Franciade pendant la Révolution) est une ancienne barrière d'octroi de l'enceinte des Fermiers généraux située rive droite à Paris, en France, sur l'actuelle place de la Chapelle.

## Situation
Cette barrière permet l'accès à Paris depuis la route de Saint-Denis : au nord, la grande rue de La Chapelle (actuelle rue Marx-Dormoy) et au sud la rue du Faubourg-Saint-Denis.

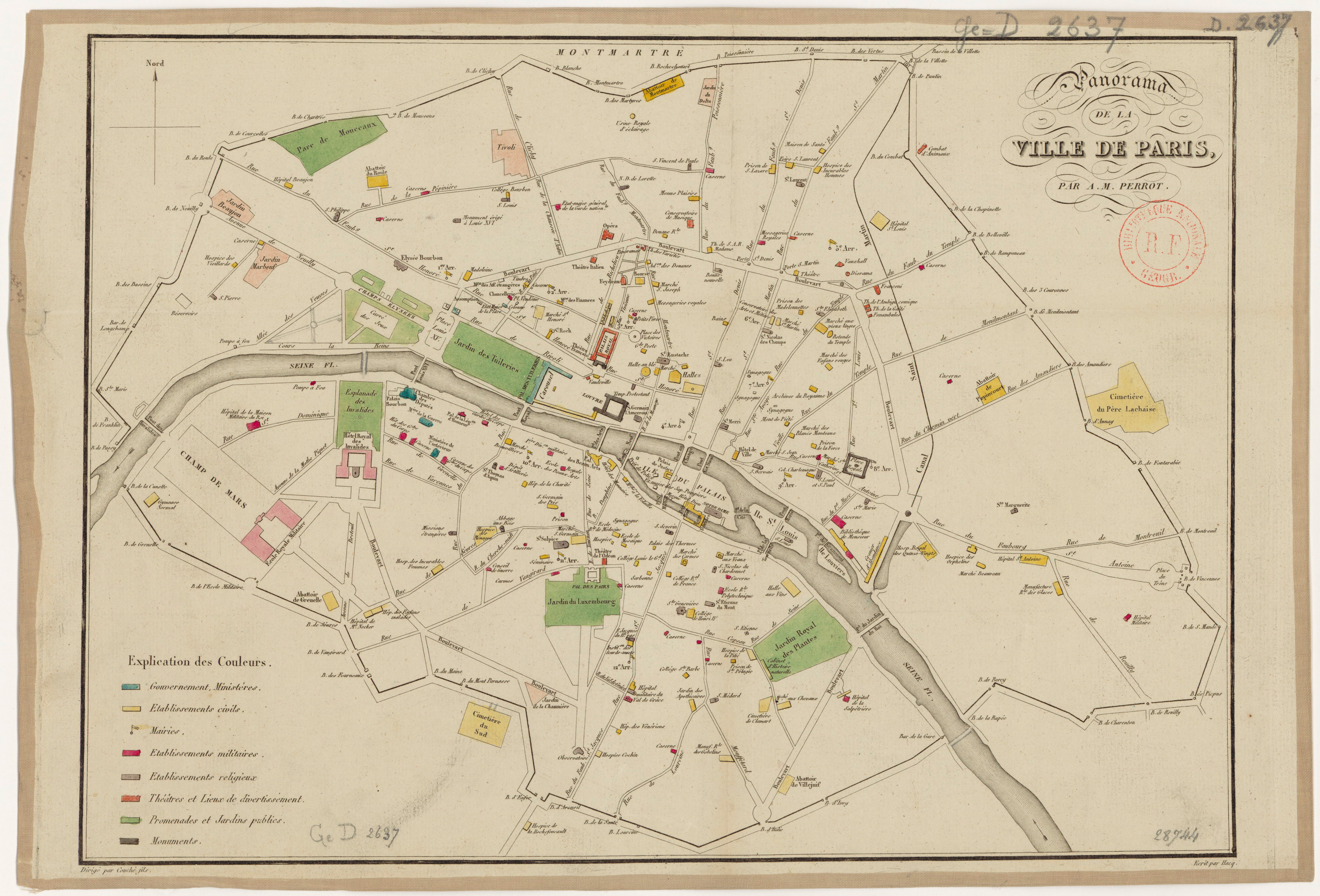
Le tracé du mur des Fermiers généraux.

## Origine du nom
Elle s'appelait « barrière Saint-Denis » car elle conduisait à l'abbaye royale de Saint-Denis.

## Historique

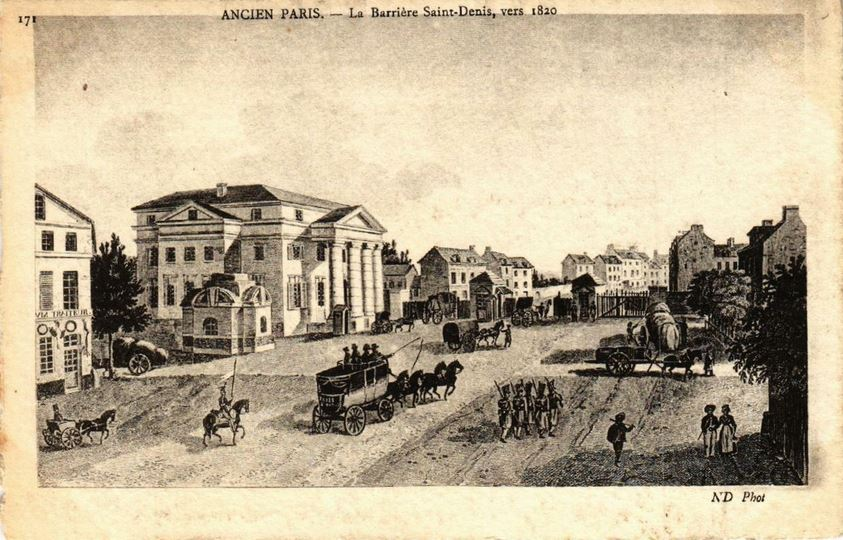
La Barrière Saint-Denis en 1820

Avant 1784, on entrait par la clôture Saint-Denis qui était située à l'angle des actuelles rue du Faubourg-Saint-Denis et rue Lafayette.
Le bâtiment d'octroi, élevé par Claude-Nicolas Ledoux, était un bâtiment carré à quatre façades, avec attiques et couronnements qui contrôlait l'une des plus importantes, et plus anciennes, voies de Paris.
À proximité de cette barrière se déroulaient les foires du Landy, dont la première avait été établie par le roi Dagobert Ier.
La barrière Saint-Denis s'est également appelée « barrière de La Chapelle » du nom du village de La Chapelle voisin et « barrière Franciade » qui faisait suite à la rue de Franciade, la rue du Faubourg-Franciade qui allait à la ville de Franciade.
C'est par cette porte, le 3 mai 1814, que venant du château du comte Potocki Louis XVIII fit son entrée solennelle dans Paris. Le peuple, contenu par les troupes, les gendarmes et les mouchards, s'était tenu tranquille ; mais la population manifeste son mécontentement par des sifflets et des hurlements en voyant le maréchal d'Empire Berthier caracoler côte à côte, cuisse à cuisse avec les royalistes comte d'Artois et duc de Berry.
Le 8 juin 1815, c'est par cette même porte que Louis XVIII, sorti précipitamment de Paris, y rentrait pour la seconde fois, mais cette fois-ci sans aucun cérémonial.
Cet endroit était encore champêtre en 1816.
La barrière fut démolie en 1860.